# Protanopia

Kolory tęczy widziane przez osobę bez zaburzeń postrzegania kolorów.

Kolory tęczy postrzegane przez osobę cierpiącą na protanopię.

Protanopia – wada wzroku polegająca na nierozpoznawaniu barwy czerwonej (lub myleniu jej z barwą zieloną). Objawia się to obniżeniem percepcji jaskrawości barwy czerwonej, pomarańczowej i żółtej. Ponadto percepcja jaskrawości może być obniżona do stopnia, w którym czerwony staje się ciemnoszarym, wręcz czarnym kolorem. Brak jest również percepcji składowej czerwonej, co prowadzi do odbioru różu i fioletu jako niebieski.
Wada ta dotyczy około 1% mężczyzn i 0,02% kobiet i wynika z całkowitego braku czopków – światłoczułych receptorów siatkówki oka – reagujących na barwę czerwoną.
Na protanopię cierpi Mark Zuckerberg, założyciel serwisu Facebook[niewiarygodne źródło?].